# 那加柄山町
那加柄山町（なかからやまちょう）は、岐阜県各務原市の地名。丁番を持たない単独町名である。

## 地理
各務原市の那加地区に属する。
町域の東部は尾崎西町、那加西市場町、西部は那加桐野町、南部は那加西市場町、北部は尾崎西町に接する。南部（那加柄山町106番地など）には積水ハウスにより自社造成された住宅団地「グリーンランド柄山」があり、自治会としてのグリーンランド柄山の人口は、那加柄山町の人口うち3分の2以上を占める（2024年10月1日時点）。また、グリーンランド柄山は各務原市の景観地区に指定されている。
地名はかつての字の名（新加納外六ケ所大字入会地字柄山）に因む。
道路
- 尾崎中央通り

## 歴史
この地域は稲葉郡那加町新加納外六ケ所大字入会地字柄山であった。1963年（昭和38年）4月1日に各務原市の発足に伴い那加柄山町に改称する。
2005年（平成17年）、積水ハウスにより自社造成された住宅団地「グリーンランド柄山」が完成。

## 世帯数と人口
2024年（令和6年）10月1日現在の世帯数と人口は以下の通りである。
| 丁目       | 世帯数  | 人口  |
| ---------- | ------- | ----- |
| 那加柄山町 | 233世帯 | 629人 |

## 小・中学校の学区
市立小・中学校に通う場合、学区は以下の通りとなる。
| 番・番地等 | 小学校               | 中学校               |
| ---------- | -------------------- | -------------------- |
| 全域       | 各務原市立尾崎小学校 | 各務原市立桜丘中学校 |

## 主な施設
- 柄山古墳
- グリーンランド柄山集会所

## 交通
- 各務原市ふれあいバス那加線、東西線
- 岐阜バス尾崎団地線